# Corrupção na Costa do Marfim
Corrupção na Costa do Marfim continua sendo um problema crítico e é uma das questões que minam o desenvolvimento econômico da Costa do Marfim. A corrupção é particularmente predominante no setor público e inclui suborno, desvio de fundos e nepotismo. Medidas foram adotadas para combatê-la, mas os desafios persistem.

## Formas de corrupção
A corrupção está presente em diferentes órgãos do governo da Costa do Marfim, como os departamentos de alfândega, judiciário e administração de terras. Destaca-se especialmente nos processos de compras públicas e se manifesta de diversas formas, como suborno, desvio de fundos, extorsão e nepotismo.

### Compras públicas
A corrupção no sistema de compras públicas da Costa do Marfim é facilitada pela falta de transparência e pela fiscalização deficiente, resultando em frequentes casos de manipulação de licitações, favorecimento na concessão de contratos e superfaturamento. O acesso limitado a informações governamentais faz com que os dados sobre essas práticas corruptas dependam frequentemente de relatórios de organizações não governamentais, como a Social Justice, que documenta casos e seus impactos em setores vulneráveis, como imobiliário e agricultura. Esse problema é agravado pelo quadro legal pouco claro do país, o que dificulta o cumprimento das normas de contratação pública.
Em 2018, um escândalo de corrupção em infraestrutura expôs contratos fraudulentos de construção de estradas, revelando que projetos foram concedidos a empresas com propostas superfaturadas. Um padrão semelhante surgiu no setor de telecomunicações no ano seguinte, com contratos superfaturados concedidos a empresas ligadas a autoridades governamentais. Os fundos obtidos por meio desses contratos são frequentemente desviados por meio de lavagem de dinheiro.

### Corrupção em alto nível
Até 2018, a procuradoria reportou investigações sobre corrupção envolvendo ex-diretores-gerais, representantes eleitos e diretores financeiros. O poder judiciário também é vulnerável à corrupção. Apesar da garantia constitucional de independência do judiciário marfinense, na prática, ele sucumbe à pressão política e à corrupção induzida por forças externas. Em 2017, a Transparency International identificou a corrupção no judiciário como um grande obstáculo para os negócios na Costa do Marfim.
Ex-ministros como Guillaume Soro (Transportes), Mamadou Sangafowa (Agricultura), Raymonde Goudou Coffie (Saúde) e Kandia Camara (Educação) foram implicados em escândalos de corrupção envolvendo nepotismo, concessão de contratos a empresas não qualificadas ligadas a eles, desvio de fundos e má gestão. Soro, por exemplo, foi acusado de desvio de fundos públicos e processado por múltiplas acusações de corrupção. Apesar das investigações e processos judiciais, a taxa de condenação para os envolvidos em práticas corruptas é baixa.
Os processos burocráticos também estão permeados por corrupção. Uma pesquisa do Banco Mundial revelou que as empresas esperam ter que oferecer um presente para obter uma licença de operação. Da mesma forma, indivíduos que buscam documentos como carimbos oficiais, certidões de nascimento e permissões para veículos frequentemente enfrentam exigências de pagamentos informais.
A corrupção também existe no setor privado. Por exemplo, a indústria de cacau – parte crucial da economia marfinense – é afetada por alegações de corrupção, incluindo fluxos financeiros ilícitos, evasão fiscal e má gestão de fundos. O cacau, assim como outros produtos como café e castanha de caju, é comprado em dinheiro, o que dificulta o rastreamento dos fluxos financeiros para identificar desvios de recursos. Outra forma de desvio de fundos na Costa do Marfim envolve o uso de cargos políticos para garantir e expandir interesses comerciais privados. Amigos e familiares de políticos já receberam empresas estatais redistribuídas. Em um momento, a família de um presidente em exercício possuía as maiores plantações de café e cacau do país.

## Medidas anticorrupção
A Costa do Marfim tem avançado no combate à corrupção por meio de diversas iniciativas. Segundo a Transparency Justice, o governo fez progressos com a criação da Alta Autoridade para a Boa Governança (HABG) em 2013. A agência, que é um dos instrumentos da reforma anticorrupção do governo, foi estabelecida como uma entidade independente com autoridade legal, autonomia financeira e jurisdição nacional. Além de seu mandato administrativo para contribuir com o desenvolvimento de políticas anticorrupção, a HABG realiza investigações sobre práticas corruptas e identifica responsáveis para serem processados.
A Costa do Marfim também se comprometeu a apoiar as atividades da HABG com políticas anticorrupção e controle das compras públicas. Essas atividades incluem a promulgação de leis para prevenir e combater a corrupção, além da realização de um estudo diagnóstico sobre as causas estruturais do problema. As propostas legislativas incluem medidas para prevenir conflitos de interesse, tráfico de influência, abuso de cargo, desvio de fundos, roubo de bens públicos, extorsão e obtenção de vantagens indevidas. O país também é signatário da Convenção da União Africana sobre Prevenção e Combate à Corrupção.

### Desafios anticorrupção
Dois dos principais obstáculos para a reforma anticorrupção na Costa do Marfim são: 1) recursos limitados e 2) fragilidades institucionais. As agências anticorrupção frequentemente carecem de financiamento e pessoal suficientes para investigar e processar casos de corrupção de maneira eficaz. Além disso, há interferência política, que dificulta a responsabilização de indivíduos influentes. Isso se deve, em parte, às redes de patronagem política, que tornam difícil para os órgãos anticorrupção processarem pessoas com conexões políticas.
Fatores culturais também podem prejudicar iniciativas anticorrupção. Algumas formas de corrupção são aceitas ou até esperadas na Costa do Marfim, como o oferecimento de presentes e o clientelismo, o que torna difícil distinguir entre práticas sociais legítimas e atos corruptos.